# 映画 プリキュアオールスターズ オリジナル・サウンドトラック
映画 プリキュアオールスターズ オリジナル・サウンドトラック（えいがプリキュアオールスターズオリジナルサウンドトラック）は、東映アニメーション製作のテレビアニメシリーズ『プリキュアシリーズ』の劇場版クロスオーバー作品『映画 プリキュアオールスターズ』シリーズのサウンドトラックCD。

## 概要
2009年春に上映された『映画 プリキュアオールスターズDX みんなともだちっ☆奇跡の全員大集合!』から始まり、2016年の『映画 プリキュアオールスターズ みんなで歌う♪奇跡の魔法!』まで毎年春に上映されたオールスターズシリーズで使われたBGMを収録したサウンドトラックのシリーズとなっている。
2018年現在、『映画 プリキュアオールスターズDX2 希望の光☆レインボージュエルを守れ!』を除く7作品でCDが発売されている。これについては以下のような事情がある。
- 『プリキュアオールスターズDX』では『ふたりはプリキュア』から『Yes!プリキュア5GoGo!』までBGMを手がけた佐藤直紀による楽曲と、この年放送の『フレッシュプリキュア!』から『スマイルプリキュア!』までBGMを手がけた高梨康治による楽曲を併用しており、それぞれの作品の楽曲の流用と共にこの作品のために高梨が書き下ろした楽曲で構成されており、CDも発売されている。
- 『プリキュアオールスターズDX2』でも同様に佐藤と高梨の楽曲の併用だが、この年放送の『ハートキャッチプリキュア!』を含めた各作品の楽曲が大部分で流用されているため、CDとしては発売されていない。
- 『映画 プリキュアオールスターズDX3 未来にとどけ! 世界をつなぐ☆虹色の花』では、佐藤が単独で楽曲を製作、一部で既存楽曲の流用はあるものの、過去作のモチーフを散りばめた集大成とされる新規楽曲が作られている[1]。
- 『映画 プリキュアオールスターズNewStage みらいのともだち』から『映画 プリキュアオールスターズ 春のカーニバル♪』までは、高梨が単独で新規に楽曲を製作している。ただし変身時のBGM等においては流用する必要があり、特に『映画 プリキュアオールスターズNewStage2 こころのともだち』からは、テレビシリーズでは『ドキドキ!プリキュア』から『魔法つかいプリキュア!』までBGMを手がけた高木洋による変身BGMも使用しており（エンドロールには明記されていないが、CDのブックレットには明記されている）、『春のカーニバル♪』では歴代変身BGMがメドレーアレンジされた楽曲が作られているため、CDのブックレットには高梨だけでなく佐藤と高木の名前も明記されている。
- 『みんなで歌う♪奇跡の魔法!』では高梨に変わって高木が楽曲製作を手がけている。ただし、高梨時代の歴代変身BGMのメドレーアレンジ曲が用いられているため、CDのブックレットには高梨と藤澤健至の名前もクレジットされている。

## 映画 プリキュアオールスターズDX みんなともだちっ☆奇跡の全員大集合! オリジナル・サウンドトラック
2009年3月20日に公開された『映画 プリキュアオールスターズDX みんなともだちっ☆奇跡の全員大集合!』のオリジナル・サウンドトラック。主題歌、挿入歌、BGMを含む全40曲を収録している。
1. シーサイドタウン
作曲：高梨康治
2. キラキラkawaii!プリキュア大集合♪（映画Version）
作詞：青木久美子、作曲：小杉保夫、編曲：大石憲一郎、歌：五條真由美 with キュア・デラックス（うちやえゆか、工藤真由、宮本佳那子、茂家瑞季、林桃子）
3. 謎の敵あらわる
作曲：高梨康治
4. プリキュア・ビートアップ!
作曲：高梨康治
5. 戦うフレッシュプリキュア
作曲：高梨康治
6. タルトを追う影
作曲：高梨康治
7. 円卓の間で
作曲：佐藤直紀
8. 砕かれた平和
作曲：高梨康治
9. タコカフェとのぞみたち
作曲：佐藤直紀
10. 危機迫る
作曲：高梨康治
11. 液体金属の追撃
作曲：佐藤直紀
12. プリキュア・メタモルフォーゼ!
作曲：佐藤直紀
13. スカイローズ・トランスレイト!
作曲：佐藤直紀
14. ホシイナーVSプリキュア5
作曲：佐藤直紀
15. ザケンナーふたたび!?
作曲：佐藤直紀
16. デュアル・オーロラ・ウェイブ!
作曲：佐藤直紀
17. ルミナス・シャイニング・ストリーム!
作曲：佐藤直紀
18. ザケンナーVSプリキュア Max Heart
作曲：佐藤直紀
19. プリキュア・マーブル・スクリュー・マックス!
作曲：佐藤直紀
20. 絶体絶命なり!!
作曲：佐藤直紀
21. デュアル・スピリチュアル・パワー!
作曲：佐藤直紀
22. ウザイナーVSスプラッシュ☆スター
作曲：佐藤直紀
23. プリキュア・ツインストリーム・スプラッシュ!
作曲：佐藤直紀
24. 復活する巨人
作曲：高梨康治
25. 同じ空の下に
作曲：佐藤直紀
26. 暗雲
作曲：高梨康治
27. 液体巨人の猛威
作曲：高梨康治
28. 闇に飲まれるプリキュア
作曲：高梨康治
29. プリキュア5、フル・スロットル GO GO!（映画Version）
作詞：只野菜摘、作曲：間瀬公司、編曲：家原正樹、歌：工藤真由 with ぷりきゅあ5
30. 死闘!プリキュア5
作曲：佐藤直紀
31. DANZEN! ふたりはプリキュア(Ver. Max Heart)（映画Version）
作詞：青木久美子、作曲：小杉保夫、編曲：佐藤直紀、歌：五條真由美
32. まかせて★スプラッシュ☆スター★（映画Version）
作詞：青木久美子、作曲：小杉保夫、編曲：家原正樹、歌：うちやえゆか with Splash Stars
33. 仲間のために
作曲：高梨康治
34. 伝説の戦士たち
作曲：佐藤直紀
35. その名はプリキュア!
作曲：佐藤直紀
36. 最凶の敵、覚醒
作曲：高梨康治
37. 心はひとつ
作曲：佐藤直紀
38. プリキュアの力を合わせて
作曲：佐藤直紀
39. 奇跡の光
作曲：佐藤直紀
40. プリキュア、奇跡デラックス（映画Version）
作詞：只野菜摘、作曲：岩崎貴文、編曲：大石憲一郎、歌：工藤真由 with キュア・デラックス（五條真由美、うちやえゆか、宮本佳那子、茂家瑞季、林桃子）

## 映画 プリキュアオールスターズDX3 未来にとどけ! 世界をつなぐ☆虹色の花 オリジナル・サウンドトラック
2011年3月19日に公開された『映画 プリキュアオールスターズDX3 未来にとどけ! 世界をつなぐ☆虹色の花』のオリジナル・サウンドトラック。主題歌、挿入歌、BGMを含む全40曲を収録している。当初は同年3月23日に発売予定だったが、東日本大震災の発生に伴い、発売が延期された。
- 全作曲：佐藤直紀（一部楽曲を除く）

1. わくわくの日曜日
2. キラキラkawaii! プリキュア大集合♪〜いのちの花〜 (映画 Version)
作詞：青木久美子、作曲：小杉保夫、編曲：大石憲一郎、歌：工藤真由、コーラス：五條真由美、うちやえゆか
3. おかしなおかしな世界
4. 宿敵復活!
5. 変身!プリキュアオールスターズ
6. ブラックホールあらわる
7. 悪夢の襲来
8. 混沌（カオス）の世界へご招待
9. 闇からの使者
10. すごろくワールドにようこそ
11. モンスターがいっぱい
12. 強襲!砂塵舞う
13. 魔の海の攻防
14. 邪心の鏡
15. 妖精活躍す
16. 大空の追撃
17. 信じる仲間とともに
18. ピンチの妖精たち
19. 光と風のマーチ
20. 別れの予感
21. プレイボール!
22. 勇気をふりおこして
23. 青きプリキュア
24. 紅の闘志
25. 激闘
26. 乙女の力、受けてみなさい!
27. DANZEN! ふたりはプリキュア(Ver. Max Heart)（DX Version）
作詞：青木久美子、作曲：小杉保夫、編曲：佐藤直紀、歌：五條真由美
28. まかせて★スプラッシュ☆スター★（DX Version）
作詞：青木久美子、作曲：小杉保夫、編曲：家原正樹、歌：うちやえゆか with Splash Stars
29. プリキュア5、フル・スロットル GO GO!（DX Version）
作詞：只野菜摘、作曲：間瀬公司、編曲：家原正樹、歌：工藤真由 with ぷりきゅあ5
30. Let's フレッシュプリキュア! 〜Hybrid ver.〜（DX Version）
作詞：六ツ見純代、作曲：高取ヒデアキ、編曲：亀山耕一郎・村田昭、歌：茂家瑞季
31. Alright!ハートキャッチプリキュア!（DX Version）
作詞：六ツ見純代、作曲：高取ヒデアキ、編曲：籠島裕昌、歌：池田彩
32. ラ♪ラ♪ラ♪スイートプリキュア♪（DX Version）
作詞：六ツ見純代、作曲：marhy、編曲：久保田光太郎、歌：工藤真由
33. 大魔王降臨
34. さよならのとき
35. 進もう未来に…!
36. 決意!最後のミラクルライト
37. ありがとうがいっぱい (映画 version)
作詞：青木久美子、作曲：小杉保夫、編曲：塩崎容正、歌：キュア・レインボーズ（五條真由美・うちやえゆか・工藤真由・宮本佳那子・茂家瑞季・林桃子・池田彩） with プリキュアオールスターズ21、コーラス：ヤング・フレッシュ
38. エピローグ〜虹をわたって

## 映画 プリキュアオールスターズNewStage みらいのともだち オリジナル・サウンドトラック
2012年3月17日に公開された『映画 プリキュアオールスターズNewStage みらいのともだち』のオリジナル・サウンドトラック。主題歌、BGMを含む全38曲を収録している。
- 全作曲：高梨康治（一部楽曲を除く）

1. フュージョンの脅威
2. 伝説のプリキュア
3. プリキュア〜永遠のともだち〜（映画Version）
作詞：六ツ見純代、作曲・編曲：高梨康治、歌：工藤真由
4. 妖精たちのパーティ
5. パニック!パニック!
6. フーちゃんとの出会い
7. 新しい友だち
8. がんばるですマーチ -Light version-
9. よみがえるフュージョン
10. 追跡、チャイナタウン
11. レッツプレイ!プリキュアモジュレーション -Intro Less ver.-
12. 心のビートは止められない!
13. 1・2・3! フィナーレ!
14. 影が行く
15. ふたりは友だち
16. 謎の声
17. フュージョンふたたび
18. プリキュア・スマイルチャージ!
19. フュージョンとの戦い
20. 世界をおびやかすもの
21. プリキュアの使命を胸に
22. 暗転
23. 悲しき友情
24. あゆみの決意
25. フュージョンの咆哮
26. プリキュア!オープン・マイハート! -Long version-
27. プリキュア・ビートアップ! 〜Hybrid ver.〜
28. プリキュア颯爽活躍です!
29. フレッシュ&ハリケーン!
30. 最凶の敵
31. 危機迫る港町
32. プリキュア〜永遠のともだち〜 -Instrumental-
33. 思いよとどけ!
34. 光の道
35. フーちゃんとあゆみ
36. あゆみを守りたい
37. きのうまでと少し違う朝
38. イェイ!イェイ!イェイ!（映画Version）
作詞：実ノ里、作曲：高取ヒデアキ、編曲：斎藤悠弥、歌：吉田仁美

## 映画 プリキュアオールスターズNewStage2 こころのともだち オリジナル・サウンドトラック
2013年3月16日に公開された『映画 プリキュアオールスターズNewStage2 こころのともだち』のオリジナル・サウンドトラック。主題歌、BGMを含む全32曲を収録している。
- 全作曲：高梨康治（一部楽曲を除く）

1. 妖精学校の朝
2. プリキュア〜永遠のともだち〜 (2013Version)  (映画 size)
作詞：六ツ見純代、作曲・編曲：高梨康治、歌：工藤真由&黒沢ともよ&吉田仁美
3. タルトの特別授業
4. 世界でふたりきり
5. 影の誘惑
6. ウキウキ勉強会
7. プリキュアパーティへ出発!
8. ドキドキの出会い
作曲：高木洋
9. こんなのありえない!?
10. もう戻れない
11. 忍び寄る影
12. プリキュア・スマイルチャージ!
13. 激闘!影 vs プリキュア
14. 奪われるスマイルパクト
15. プリキュアごめんなさい
16. 影の暴走
17. 見えない明日
18. プリキュア・ラブリンク!
作曲：高木洋
19. 小さな勇気
20. ドキドキ!力を合わせて
21. グレルとエンエン
22. 世界をおびやかすもの
23. 影の猛攻撃
24. ミラクルライトで奇跡を
25. 復活するプリキュア
26. 新たな伝説の幕開け
27. プリキュアオールスターズ大活躍!
28. 燃え上がる闘志
29. 最後の攻防
30. 友だちになりたい
31. みんなともだち -Instrumental-
32. この空の向こう (映画 size)
作詞：利根川貴之、作曲：Dr.Usui、編曲：Dr.Usui・利根川貴之、歌 ：吉田仁美

## 映画 プリキュアオールスターズNewStage3 永遠のともだち オリジナル・サウンドトラック
2014年3月15日に公開された『映画 プリキュアオールスターズNewStage3 永遠のともだち』のオリジナル・サウンドトラック。主題歌、BGMを含む全29曲を収録している。
- 全作曲：高梨康治（一部楽曲を除く）

1. 楽しい妖精学校
2. プリキュア〜永遠のともだち〜 (2014Version) (映画size)
作詞：六ツ見純代、作曲・編曲：高梨康治、歌：工藤真由・キュアハート（生天目仁美）・キュアラブリー（中島愛）
3. 夢の妖精ユメタ
4. ソリティアでの再会
5. 目覚めない子どもたち
6. 夢の中へ
7. 懐かしのクラスメイト
8. アクム獣出現
9. プリキュア・ラブリンク!
作曲：高木洋
10. プリキュア対アクム獣
作曲：高木洋
11. マアムの反撃
12. 夢の檻への誘い
13. はかない夢
14. 色あせた情熱
15. ほんとうの夢は
16. プリキュア! くるりんミラーチェンジ!
作曲：高木洋
17. 不屈の闘士たち
18. 光よ届け
19. プリキュア目覚める
20. プリキュア大復活!
21. 勇気をふりしぼって
22. ユメタ覚醒
23. アクム獣の逆襲
24. プリキュアとともに前へ
25. 巨大アクム獣との激闘
26. 奇跡の出会い
27. 燦然!プリキュアオールスターズ
28. 永遠の約束
29. プリキュア・メモリ (NewStage3 Version) (映画size)
作詞：只野菜摘、作曲：小杉保夫、編曲：Dr.Usui、歌：キュアブラック（本名陽子）・キュアブルーム（樹元オリエ）・キュアドリーム（三瓶由布子）・キュアピーチ（沖佳苗）・キュアブロッサム（水樹奈々）・キュアメロディ（小清水亜美）・キュアハッピー（福圓美里）・キュアハート（生天目仁美）・キュアラブリー（中島愛）

## 映画 プリキュアオールスターズ 春のカーニバル♪ オリジナル・サウンドトラック
2015年3月14日に公開された『映画 プリキュアオールスターズ 春のカーニバル♪』のオリジナル・サウンドトラック。主題歌、挿入歌、BGMを含む全26曲を収録している。
- 全作曲：高梨康治（一部楽曲を除く）

1. 春の乙女たち
2. ハルモニアからの招待状〜メインタイトル
3. ハルモニアへ
4. オドレンとウタエン
5. 歌とダンスの国ハルモニア
6. 春のカーニバル開幕
7. プリキュアオールスターズ ON STAGE!
作曲：佐藤直紀、高梨康治、高木洋
8. You make me happy!（映画サイズ）
作詞：六ツ見純代、作曲：marhy、編曲：亀山耕一郎、歌：林ももこ
9. イェイ!イェイ!イェイ!（映画サイズ）
作詞：実ノ里、作曲：高取ヒデアキ、編曲：斎藤悠弥、歌：吉田仁美
10. プリキュア5、フル・スロットル GO GO!（映画サイズ）
作詞：只野菜摘、作曲：間瀬公司、編曲：家原正樹、歌：工藤真由 with ぷりきゅあ5
11. Alright!ハートキャッチプリキュア!（映画サイズ）
作詞：六ツ見純代、作曲：高取ヒデアキ、編曲：籠島裕昌、歌：池田彩
12. DANZEN! ふたりはプリキュア(Ver. Max Heart)（映画サイズ）
作詞：青木久美子、作曲：小杉保夫、編曲：佐藤直紀、歌：五條真由美
13. オドレン・ウタエン盗賊伝
作詞：井上美緒、作曲：高取ヒデアキ、編曲：籠島裕昌、歌：オドレン（中田敦彦）・ウタエン（藤森慎吾）
14. ラブリンク（映画サイズ）
作詞：利根川貴之、作曲：Dr.Usui、編曲：Dr.Usui&Wicky.Recordings、歌：吉田仁美
15. まかせて★スプラッシュ☆スター★ （映画サイズ）
作詞：青木久美子、作曲：小杉保夫、編曲：家原正樹、歌：うちやえゆか with Splash Stars
16. ワンダフル↑パワフル↑ミュージック!! （映画サイズ）
作詞：六ツ見純代、作曲：高取ヒデアキ、編曲：籠島裕昌、歌：池田彩
17. パーティ ハズカム（映画サイズ）
作詞：只野菜摘、作曲：ヒザシ、編曲：古川貴浩、歌：吉田仁美
18. 神出鬼没の大盗賊
19. 盗まれた変身アイテム
20. 華麗なるプリキュアオールスターズ
21. 勝利のプリキュア・ダブルパンチ
22. ドラゴン目覚める
23. 守り神の怒り
24. 想いの結晶
25. ドリーミング☆プリンセスプリキュア（映画サイズ）
作詞：マイクスギヤマ、作曲：山本清香、編曲：多田彰文、歌：北川理恵
26. 春うららかに

## 映画 プリキュアオールスターズ みんなで歌う♪奇跡の魔法! オリジナル・サウンドトラック
2016年3月19日に公開された『映画 プリキュアオールスターズ みんなで歌う♪奇跡の魔法!』のオリジナル・サウンドトラック。主題歌、挿入歌、BGMを含む全38曲を収録している。
- 全作曲：高木洋（一部楽曲を除く）

1. はじまりはじまり
2. あなたがいるから
作詞：森雪之丞、作曲：さかいゆう、編曲：高木洋、歌：朝日奈みらい（CV：高橋李依）・リコ（CV：堀江由衣）・モフルン（CV：齋藤彩夏）・春野はるか（CV：嶋村侑）・海藤みなみ（CV：浅野真澄）・天ノ川きらら（CV：山村響）・紅城トワ（CV：沢城みゆき）・パフ（CV：東山奈央）・アロマ（CV：古城門志帆）
3. クッキーモフ!
4. 魔女のたくらみ!
5. プリキュア・プリンセスエンゲージ!
6. ミラクル・マジカル・ジュエリーレ!＜ダイヤ＞
7. Miracle Go!プリンセスプリキュア（映画サイズ）
作詞：大森祥子、作曲：渡辺亮希、編曲：渡辺亮希・池田大介、歌：礒部花凜
8. Dokkin♢魔法つかいプリキュア!（映画サイズ）
作詞：森雪之丞、作曲：奥村愛子、編曲：宮崎誠、歌：北川理恵
9. ほのぼのまったり
10. トラウーマ現る
11. 秘薬のレシピ
作詞：森雪之丞、作曲：高取ヒデアキ、編曲：籠島裕昌、歌：トラウーマ（CV：山本耕史）・ソルシエール（CV：新妻聖子）
12. プリキュア・ラブリンク!
13. プリキュア!くるりんミラーチェンジ!
14. ドキドキ・ハピネス大活躍
15. 悪夢の逆襲
16. 妖精スパイ大作戦
17. ハチャメチャ大暴走
18. ピンクの疾風
作曲：高木洋・高梨康治・藤澤健至、編曲：高木洋
19. 魔女の警告
20. にぎやかな牢屋
21. 激闘!プリキュアVS歴代ボス
22. 無力な戦士（映画サイズ）
作詞：森雪之丞、作曲・編曲：高木洋、歌：キュアミラクル（CV：高橋李依）・キュアマジカル（CV：堀江由衣）
23. 不屈の魂
24. 伝説の魔法使い!
25. 魔女の子守歌〜スキャット1〜
作詞：森雪之丞、作曲・編曲：小六禮次郎、スキャット：キュアミラクル（CV：高橋李依）・キュアマジカル（CV：堀江由衣）・少女（CV：古市夏鈴）
26. やっと会えたね!（映画サイズ）
作詞：森雪之丞、作曲：高取ヒデアキ、編曲：籠島裕昌、歌：五條真由美
27. 魔女対プリキュア
28. あきらめない心
29. よみがえる過去
30. 考えてみて
作詞：森雪之丞、作曲・編曲：小六禮次郎、歌：キュアミラクル（CV：高橋李依）・キュアマジカル（CV：堀江由衣）・ソルシエール（CV：新妻聖子）
31. 先生の心
作曲：小六禮次郎、編曲：高木洋
32. 闇の王
33. 魔女の子守歌〜スキャット2〜
作詞：森雪之丞、作曲・編曲：小六禮次郎、スキャット：キュアミラクル（CV：高橋李依）・キュアマジカル（CV：堀江由衣）
34. 魔女の子守歌
作詞：森雪之丞、作曲・編曲：小六禮次郎、歌：ソルシエール（CV：新妻聖子）
35. 光の奇跡
作曲：小六禮次郎
36. 魔女の子守歌〜歌は魔法
作詞：森雪之丞、作曲・編曲：小六禮次郎、歌：ソルシエール（CV：新妻聖子）・プリキュアオールスターズ
37. 桜の下で
38. みんながいるから☆プリキュアオールスターズ（映画サイズ）
作詞：森雪之丞、作曲・編曲：さかいゆう、歌：プリキュアオールスターズ